# ブラッドハウンド
ブラッドハウンド（英: Bloodhound）は、ベルギー原産のセントハウンド犬種である。この犬種名は使役柄からついたのではなく、「高貴な血を継ぐ純血の犬」を意味してつけられたものである。肩書きは「魔法の嗅覚」。

## 歴史
司教の生み出したセントハウンド、セント・ヒューバートがブラッドハウンドの先祖である。セント・ヒューバートの毛色が濃いものを改良し、大きく力強く、且つ嗅覚の非常に優れた犬種を目指して作りだされた。ちなみに、毛色の薄いほうの犬はイギリスのイングランドへ送られ、タルボット・ハウンドという別の犬種に進化していった。ブラッドハウンドが誕生した時期には諸説があるが、少なくとも11世紀にウイリアム征服王によってイギリスへ持ち帰られたという記録が残されているため、8〜10世紀ごろであろうといわれている。
主に傷ついた獲物の血の臭いを追跡するセントハント（嗅覚猟）に用いられ、動物だけでなく囚人や奴隷などの探索にも使われていた。また、「魔法の嗅覚」という肩書きの通り、とても嗅覚が鋭いため、警察犬としても世界的に多く採用されている。警察犬としては犯人の臭いを追跡し、発見するという役目を担う。1〜2週間経った古い臭いや、歩かずに乗り物に乗って移動した時に僅かに残る浮遊臭をも察知することが出来、且つ集中力もずば抜けて高いことが、この使役にとても合っているのである。この能力が幸いし、2度の世界大戦が起こった際にも軍用犬や警察犬として繁殖が推薦されていたため、多くの犬種が滅びていく中でも生き残ることが出来た。大戦時には、密告者や不法入国者、隠れている敵の軍人の捜索などを行なった。又、番犬も同時にこなした。

## 特徴
実猟・実用の犬（実猟タイプ）とショー用・ペット用の犬（ショータイプ）とでは、容姿が微妙に異なっている。実猟タイプの犬は皮膚のたるみが少なめでよりがっしりした体格をしていて、ショータイプの犬は皮膚のたるみが多く、少しすっきりした体格になっている。
がっしりとした筋骨隆々の体格をしている。顔には深いしわがあり、のど下にはデューラップというたるみがある。体の皮膚は引っ張るとよく伸びるが、これは獲物に噛まれたり引っかかれても深いケガを負いにくく、身をよじって逃げ出しやすくするために発達したものである。ケガを負って死に物狂いに対抗する獲物を自力で倒すブラッドハウンドには、欠かすことの出来ない大切な防具なのである。頭部は大きく、マズルは太く短く、アゴの力が強い。耳は長めの垂れ耳で、首は太く短い。胸は広く、胴はやや長めで脚も長く、太い。尾は太く、先細りの長い垂れ尾。コートは硬めのスムースコートで、毛色はブラック・アンド・タン。だが正しく言うとタン・アンド・ブラックという毛色で、タンを地として、サドル（背中）にブラックが入ったものである。体高58〜69cm、体重36〜50kgの大型犬で、性格は温和で従順だが、警戒心が強い。しつけの飲み込みや友好性は普通だが、力が強いのでしっかりと訓練を行なう必要がある。走り回るなどの運動はあまり好きではないが、集中力がかなり高く、黙々と臭いを追跡することが大好きなので、散歩の時間は必ず長くなる。嗅覚の鋭さは全犬種の中でも一番であるといわれていて、ジャーマン・シェパード・ドッグよりもはるかに優れた嗅覚を持つ（ただし訓練性などの面ではシェパードの方がうわてである）。かかりやすい病気は大型犬にありがちな股関節形成不全などである。

## 飼育状況
イギリスではかつて人気犬種であったが、2016年にドッグショーを主催するケネルクラブに登録された新生子は53匹で、英国原産種でありながら絶滅も危惧される状況となっている。
日本でも実は実猟犬として人気が高く多く飼育されているが、この犬たちは大半が外国生まれの犬であるため、国内登録はほとんどカウントされていない。それに登録されるのは日本国内で生まれた仔犬だけで、近年は数年に一度国内登録が行われている。このため、国内登録頭数順位が圏外（無し）であったり、最下位級の順位であったりしても多くの頭数が飼育されブリーディングが行なわれているという、順位と頭数が矛盾した状態になっている。